# Super League (rugby à XIII)
Ne doit pas être confondu avec Super XIII, championnat de France de rugby à XIII de première division masculine à compter de 2024
Super League Europe,, communément appelée Super League, est une compétition sportive professionnelle européenne regroupant des clubs de rugby à XIII d'Angleterre et de France. Le niveau de jeu de cette ligue est considéré comme un des meilleurs au monde après la National Rugby League qui se déroule en Australie et Nouvelle-Zélande. Les franchises sont composées de nombreux joueurs anglais, français et étrangers, notamment d'Australie, de Nouvelle-Zélande et des îles du Pacifique. Elle a eu à accueillir des clubs du pays de Galles (de 2009 à 2010) et du Canada (en 2020).
La Super League opère annuellement de février à octobre au cours de deux phases distinctes : la saison régulière au cours de laquelle, toutes les équipes se rencontrent puis une phase finale entre les meilleures formations de la première phase. Le vainqueur de « The Grand Final » de la Super League à Old Trafford remporte le « Super League Trophy » et le vainqueur de la saison régulière le « League Leader's Shield ».
La Super League est créée en 1996 selon la volonté de Rupert Murdoch de créer une compétition mondiale. Il naît ainsi en parallèle la National Rugby League. La Super League compte essentiellement des clubs anglais, mais il s'y trouve également deux clubs français. Le vainqueur de la Super League affronte le vainqueur de la National Rugby League lors du World Club Challenge pour déterminer le meilleur club au monde chaque année.
La compétition se nomme officiellement « Betfred Super League » à la suite de la signature d'un partenariat. Les Wigan Warriors remportent l'édition 2024.

## Structure actuelle

### Déroulement de la ligue
La Saison 2023 de la Super League comprend douze équipes et reprend la formule de la saison 2022 à savoir la mise en place d'un système de relégation et de promotion avec la Championship. Cette saison, seul le dernier est relégué en Championship à l'issue de la saison régulière.
Onze des équipes sont dans le Nord de l'Angleterre et une est située en France avec les Dragons Catalans à Perpignan.

## Histoire

### Mise en place de la compétition
Rupert Murdoch affirme son intention de création d'une Super League mondiale de rugby à XIII qui remettrait en cause les compétitions existantes en Australie, Nouvelle-Zélande et Grande-Bretagne. Cette proposition qui entame l'autorité de la fédération australienne opposée à ce projet reçoit un accueil favorable des fédérations britanniques et néo-zélandaises.
Le 8 avril 1995, à Wigan, une réunion des présidents professionnels de la Rugby Football League vote à l'unanimité leur adhésion aux principes de la Super League. Ils se rallient à l'entreprise de Rupert Murdoch, qui va injecter 77 millions de livres en cinq ans dans le rugby à XIII anglais.
Les 14 équipes annoncées pour la prochaine compétition de la Super League sont un amalgame : 
- des clubs les plus forts du moment : Wigan, Leeds, Saint-Helens, Bradford, Halifax.
- de deux nouvelles équipes en France : Toulouse et  Paris.
- et de nouveaux clubs : Calder (fusion des clubs de Castleford, Wakefield et Featherstone), Cumbria (fusion de Workington, Whitehaven, Barrow et Carlisle), Cheshire (fusion de Warrington et Widnes), Humberside (fusion de Hull FC et Hull KR), Manchester (fusion de Salford et d'Oldham) et de South Yorkshire (fusion de Sheffield et de Doncaster).

Si l'apport financier est accueilli avec enthousiasme, la fusion des clubs l'est moins. Une polémique intense est soulevée. La réalité des clubs et de leurs supporters rendent cette proposition incompréhensible. Les traditions, les racines du rugby à XIII, l'implantation socio-culturelle des clubs la rendent ce projet illisible.
Devant ces violentes réactions, une autre organisation, qui prendrait en compte le passé et l'avenir, est proposée. La Super League comprendrait douze équipes : Bradford Bulls, Castleford Tigers, Halifax Blue Sox, Leeds Rhinos, London Broncos, Oldham Bears, Paris Saint-Germain, St Helens RLFC, Sheffield Eagles, Warrington Wolves, Wigan Warriors et Workington Town.

### Début de la compétition en 1996
Le coup d'envoi des premières rencontres est fixé au samedi 31 mars 1996. Le championnat traditionnellement hivernal devient désormais estival. Après deux ans d'existence, le Paris Saint-Germain Rugby League disparait.

### Retour à un championnat anglais en 1998
La Super League perd sa vocation à devenir un championnat à l'échelle européenne et la Rugby Football League (fédération anglaise) prend en charge son organisation. Également, le système de promotion et de relégation est remise en place en 1998 entre la Super League et le championnat national anglais.

### Retour d'une vocation européenne en 2006
Dès 2003, trois clubs français, Toulouse Olympique XIII, Union Sportive Villeneuve XIII et l'Union Treiziste Catalane, déposent leur candidature pour intégrer la Super League. La Rugby Football League choisit l'Union Treiziste Catalane. La franchise française prend un nouveau nom, les Dragons Catalans, et intègre la Super League à partir de la saison 2006.
En 2009, la Super League est devenue un championnat avec un système de franchises, à l'instar de la NRL (sans système automatique de promotion/relégation). Les clubs participants en 2009 ainsi que Salford City Reds et les Celtic Crusaders ont reçu une franchise de trois ans. Ces derniers forment la première organisation représentant le pays de Galles à évoluer en Super League. En 2011, trois clubs de Championship sont candidats à une nouvelle licence : Barrow Raiders, Halifax RLFC et Widnes Vikings. Seul ce dernier est admis pour 2012-2014. Les Celtic Crusaders quant à eux sont dissous en raison de problèmes financiers. En 2012, la Super League compte donc toujours quatorze clubs, mais plus aucun ne représente le pays de Galles.
Il est décidé d'augmenter le plafond salarial en avril 2017. Alors qu'il est de 2 140 000 euros en 2017, il passe à 2 230 000 euros en 2018, 2 350 000 en 2019 puis 2 470 000 euros en 2020. Ce plafond salarial est la masse salariale constitué par les contrats des vingt-cinq joueurs de chaque effectif des clubs avec certaines dispenses à savoir qu'un joueur n’ayant pas joué à XIII ou en équipe d’Academy (équipe jeunes) aura un plafond salarial limité à 0 la première année et 50 % pour sa deuxième saison. Enfin, tous les joueurs de -21 ans ne faisant pas partie de la liste des vingt-cinq joueurs les mieux payés du club et ayant un salaire annuel inférieur à 23 500 euros seront comptés à 0 dans le plafond salarial.

## Palmarès

### Palmarès avant l'introduction des séries éliminatoires   (1996-1997)
| N° | Année | Champion      | Deuxième       | Troisième |
| -- | ----- | ------------- | -------------- | --------- |
| 1  | 1996  | St Helens (1) | Wigan          | Bradford  |
| 2  | 1997  | Bradford (1)  | London Broncos | St Helens |

### Palmarès depuis 1998
Depuis l'apparition des phases finales, neuf franchises sont parvenues en finale, quatre d'entre elles ont remporté au moins une fois le titre — le St Helens RLFC (neuf fois), les Leeds Rhinos (huit fois), les Wigan Warriors (cinq fois) et les Bradford Bulls (trois fois). Seuls le Hull FC, Warrington, Castleford, Salford et les Dragons catalans sont parvenus en finale sans remporter le titre. La finale se déroule chaque année au même endroit : l'Old Trafford de Manchester — à l'exception de celle de 2020 du fait de la pandémie de Covid-19.
| N° | Année | Champion       | Score   | Finaliste        | Lieu                             | Affluence | 1er de la ligue  |
| -- | ----- | -------------- | ------- | ---------------- | -------------------------------- | --------- | ---------------- |
| 3  | 1998  | Wigan (1)      | 10 – 4  | Leeds            | Old Trafford, Manchester         | 43 533    | Wigan            |
| 4  | 1999  | St Helens (2)  | 8 – 6   | Bradford         | Old Trafford, Manchester         | 50 717    | Bradford         |
| 5  | 2000  | St Helens (3)  | 29 – 16 | Wigan            | Old Trafford, Manchester         | 58 132    | Wigan            |
| 6  | 2001  | Bradford (2)   | 37 – 6  | Wigan            | Old Trafford, Manchester         | 60 164    | Bradford         |
| 7  | 2002  | St Helens (4)  | 19 – 18 | Bradford         | Old Trafford, Manchester         | 61 138    | St Helens        |
| 8  | 2003  | Bradford (3)   | 25 – 12 | Wigan            | Old Trafford, Manchester         | 65 537    | Bradford         |
| 9  | 2004  | Leeds (1)      | 16 – 8  | Bradford         | Old Trafford, Manchester         | 65 547    | Leeds            |
| 10 | 2005  | Bradford (4)   | 15 – 6  | Leeds            | Old Trafford, Manchester         | 65 728    | St Helens        |
| 11 | 2006  | St Helens (5)  | 26 – 4  | Hull FC          | Old Trafford, Manchester         | 72 582    | St Helens        |
| 12 | 2007  | Leeds (2)      | 33 – 6  | St Helens        | Old Trafford, Manchester         | 71 352    | St Helens        |
| 13 | 2008  | Leeds (3)      | 24 – 16 | St Helens        | Old Trafford, Manchester         | 68 810    | St Helens        |
| 14 | 2009  | Leeds (4)      | 18 – 10 | St Helens        | Old Trafford, Manchester         | 63 259    | Leeds            |
| 15 | 2010  | Wigan (2)      | 22 – 10 | St Helens        | Old Trafford, Manchester         | 71 526    | Wigan            |
| 16 | 2011  | Leeds (5)      | 32 – 16 | St Helens        | Old Trafford, Manchester         | 69 107    | Warrington       |
| 17 | 2012  | Leeds (6)      | 26 – 18 | Warrington       | Old Trafford, Manchester         | 70 676    | Wigan            |
| 18 | 2013  | Wigan (3)      | 30 – 16 | Warrington       | Old Trafford, Manchester         | 66 281    | Huddersfield     |
| 19 | 2014  | St Helens (6)  | 14 – 6  | Wigan            | Old Trafford, Manchester         | 70 102    | St Helens        |
| 20 | 2015  | Leeds (7)      | 22 – 20 | Wigan            | Old Trafford, Manchester         | 73 512    | Leeds            |
| 21 | 2016  | Wigan (4)      | 12 – 6  | Warrington       | Old Trafford, Manchester         | 70 202    | Hull FC          |
| 22 | 2017  | Leeds (8)      | 24 – 6  | Castleford       | Old Trafford, Manchester         | 72 827    | Castleford       |
| 23 | 2018  | Wigan (5)      | 12 – 4  | Warrington       | Old Trafford, Manchester         | 64 892    | St Helens        |
| 24 | 2019  | St Helens (7)  | 23 – 6  | Salford          | Old Trafford, Manchester         | 64 102    | St Helens        |
| 25 | 2020  | St Helens (8)  | 8 – 4   | Wigan            | KCOM Stadium, Kingston upon Hull | 0         | Wigan            |
| 26 | 2021  | St Helens (9)  | 12 - 10 | Dragons catalans | Old Trafford, Manchester         | 45 177    | Dragons catalans |
| 27 | 2022  | St Helens (10) | 24 - 12 | Leeds            | Old Trafford, Manchester         | 60 783    | St Helens        |
| 28 | 2023  | Wigan (6)      | 10 - 2  | Dragons catalans | Old Trafford, Manchester         | 58 137    | Wigan            |
| 29 | 2024  | Wigan (7)      | 9 - 2   | Hull KR          | Old Trafford, Manchester         | 68 173    | Wigan            |
| 30 | 2025  |                | -       |                  | Old Trafford, Manchester         |           |                  |

## Bilans

### Clubs
Seuls quatre clubs ont remporté la Super League. St Helens RLFC possède le meilleur bilan avec dix titres, il est par ailleurs le club ayant disputé le plus de finales (douze, dont cinq perdues consécutivement). Il est suivi par Rhinos de Leeds avec huit titres puis les Bulls de Bradford, qui depuis 2015 ne sont plus présents en Super League après leur relégation en Championship, et les Warriors de Wigan. Cinq autres clubs ont atteint la finale mais ne sont pas parvenus à remporter le titre, à savoir Warrington, Hull FC, Castleford, Salford et les Dragons Catalans.
| Rang | Club                | Titres (éditions)                                                 | Finales                                        | Phase régulière |
| ---- | ------------------- | ----------------------------------------------------------------- | ---------------------------------------------- | --------------- |
| 1    | St Helens RLFC      | 10 (1996, 1999, 2000, 2002, 2006, 2014, 2019, 2020, 2021 et 2022) | 5 (2007, 2008, 2009, 2010 et 2011)             | 10              |
| 2    | Leeds Rhinos        | 8 (2004, 2007, 2008, 2009, 2011, 2012, 2015 et 2017)              | 3 (1998, 2005 et 2022)                         | 3               |
| 3    | Wigan Warriors      | 7 (1998, 2010, 2013, 2016, 2018, 2023 et 2024)                    | 7 (1996, 2000, 2001, 2003, 2014, 2015 et 2020) | 7               |
| 4    | Bradford Bulls      | 4 (1997, 2001, 2003 et 2005)                                      | 3 (1999, 2002 et 2004)                         | 4               |
| 5    | Warrington Wolves   | 0                                                                 | 4 (2012, 2013, 2016 et 2018)                   | 1               |
| 6    | Dragons Catalans    | 0                                                                 | 2 (2021 et 2023)                               | 1               |
| 7    | London Broncos      | 0                                                                 | 1 (1997)                                       | 0               |
| 7    | Hull FC             | 0                                                                 | 1 (2006)                                       | 1               |
| 7    | Castleford Tigers   | 0                                                                 | 1 (2017)                                       | 1               |
| 7    | Salford Red Devils  | 0                                                                 | 1 (2019)                                       | 0               |
| 7    | Hull KR             | 0                                                                 | 1 (2024)                                       | 0               |
| 12   | Huddersfield Giants | 0                                                                 | 0                                              | 1               |

## Trophées et prix

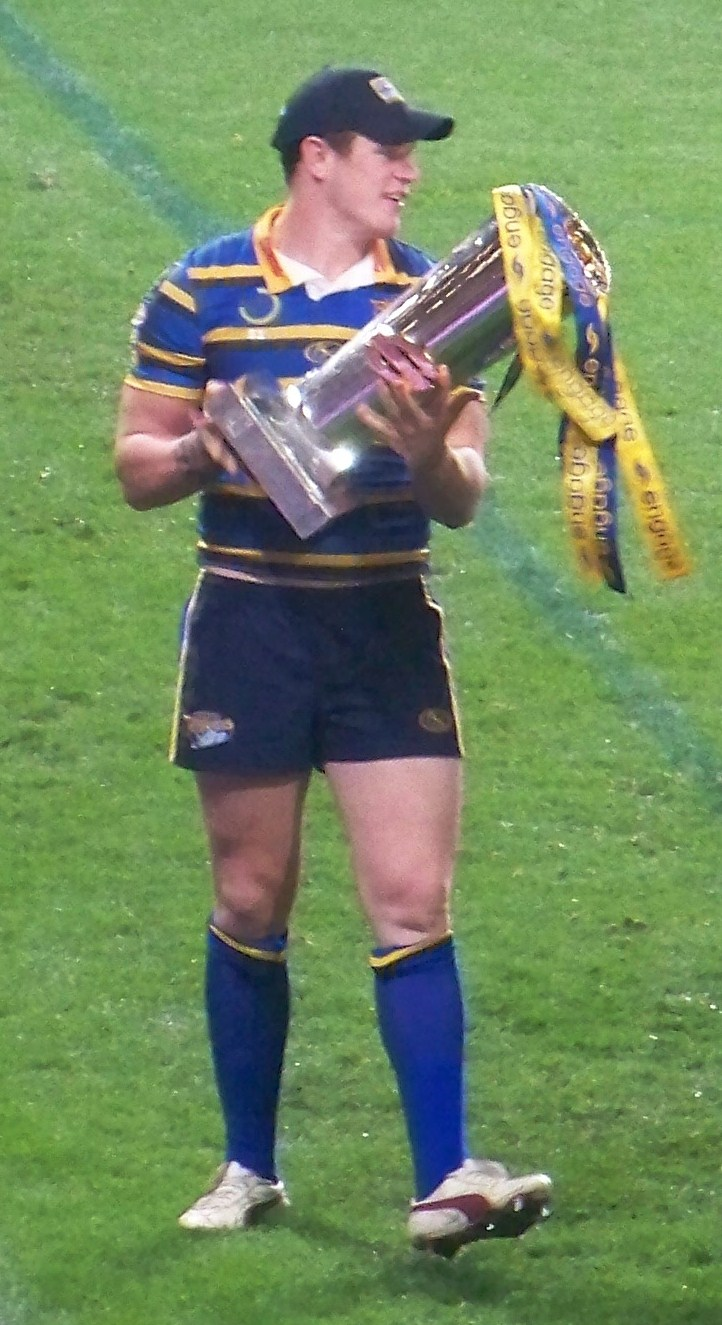
Luke Burgess des Leeds Rhinos soulevant le trophée de la Super League en 2009.

Depuis 2003, Le League Leader's Shield est un trophée qui récompense l'équipe qui termine première de la phase régulière.
A noter que les Dragons catalans remportent ce titre pour la première fois en 2021.
Le Man of Steel Award récompense le meilleur joueur de la saison de Super League. Ce prix est antérieur à la Super League puisqu'il existe depuis 1977. Chaque saison est élue par la presse, la Super League Dream Team, c'est-à-dire l'équipe de l'année constituée des meilleurs joueurs du championnat. Le vainqueur de la grande finale de la Super League remporte le Super League Trophy.

## Médias

### Télévision
En Grande-Bretagne et en Irlande, la Super League est retransmise sur Sky Sports depuis 1996. BBC Sport retransmet sur BBC One, dans certaines régions d'Angleterre, le Super League Show, compilation des meilleurs moments de chaque journée de championnat. BBC Two assure une rediffusion nocturne de l'émission dans toutes les régions du Royaume-Uni.
En France, Orange sport couvrait jusqu'en 2011 un grand nombre des matchs des Dragons Catalans (dont tous les matchs à domicile) ainsi que d'autres matchs de la Super League diffusés par Sky Sports. De 2012 à 2019, BeIn Sports diffuse les matchs des Catalans et de la Super League en général. En 2019, BeIn Sports décide d'arrêter la diffusion à la suite de la hausse des tarifs. Alors qu'aucun partenariat français n'a depuis été acté, la chaîne L'Équipe diffuse plusieurs rencontres des Dragons disputées en Angleterre pour sa grille du mois d'août 2020.
En 2022, quelques matchs des Dragons catalans sont diffusés par Beinsport.
Au niveau international, la Super League est retransmise par Showtime Sports (Moyen-Orient), Māori Television (Nouvelle-Zélande), NTV+ (Russie), Sportklub (Europe de l'est), Fox Soccer (États-Unis), Eurosport Asia/Pacific (plusieurs pays dont l'Australie) et Sportsnet World (Canada).

### Radio
En Angleterre, les antennes locales de la BBC diffusent tous les matchs.
En France, Radio Marseillette diffuse des commentaires en directs de tous les matches des Dragons et France Bleu Roussillon couvre tous les matchs à l'extérieur.

## Partenaire principal
- Stones Bitter : 1996-1997
- JJB Sports : 1998-1999
- Tetley's Bitter : 2000-2004

Logo de la Super League de 2005 à 2011.

- Engage Mutual Assurance : 2005-2011
- Stobart Group : 2012-2013
- First Utility : 2014-2016
- Betfred : 2017-

## Popularité
| Saison | Moyenne par match | Évolution |
| 2001   | 7 140             |           |
| 2002   | 7 207             | + 0,94 %  |
| 2003   | 7 955             | + 7,73 %  |
| 2004   | 8 570             | + 3,28 %  |
| 2005   | 8 884             | + 1,42 %  |
| 2006   | 9 010             | + 10,83 % |
| 2007   | 10 579            | + 17,41 % |
| 2008   | 10 194            | – 3,64 %  |
| 2009   | 11 298            | + 10,83 % |
| 2010   | 11 643            | + 3,05 %  |